# Ormuz
Die Ormuz (I) war ein 1887 in Dienst gestelltes Passagierschiff der britischen Reederei Orient Steam Navigation Company, das im Passagier- und Postverkehr von Großbritannien nach Australien eingesetzt wurde.

## Geschichte

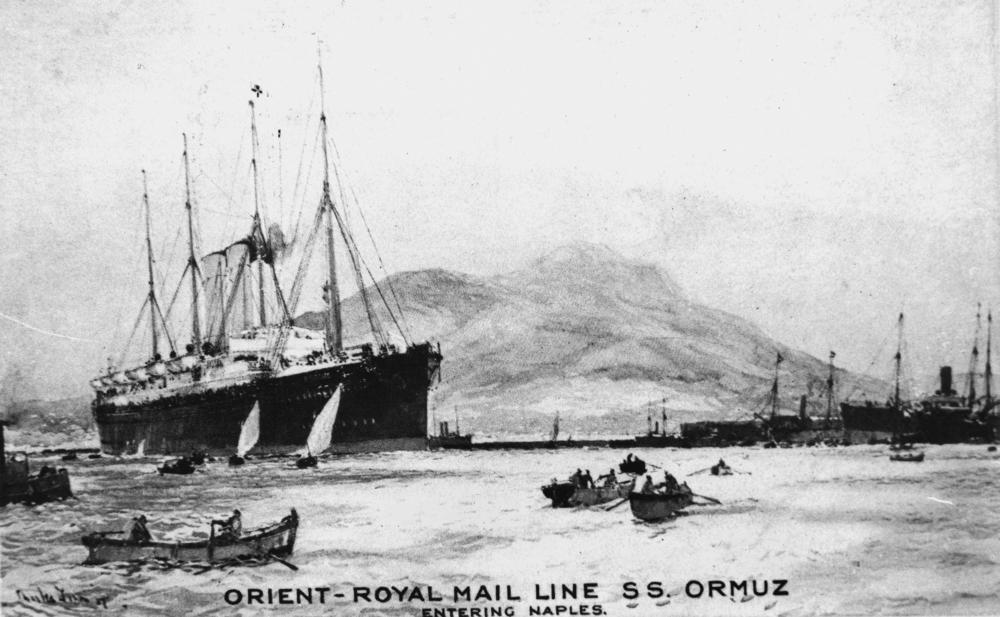
Bild mit dem Titel Entering Naples

Das 6031 BRT große Dampfschiff Ormuz wurde bei der Fairfield Shipbuilding and Engineering Company in Govan gebaut und lief am 29. September 1886 vom Stapel. Sie war das dritte Schiff der Orient Steam  Navigation Company und das zweite, das aus Baustahl gebaut wurde.
Das 146,91 Meter lange und 15,85 Meter breite Schiff hatte zwei Schornsteine, vier mit kompletter Takelage ausgestattete Masten und eine einzelne Schraube. Ihre Maschinen leisteten 8500 PS; die Höchstgeschwindigkeit lag bei 18 Knotern. Das Schiff war zur Beförderung von 106 Passagieren in der Ersten, 170 in der Zweiten und 120 in der Dritten Klasse ausgelegt.
Im Dezember 1886 wurde die Ormuz fertiggestellt und am 3. Februar 1887 lief sie in London zu ihrer Jungfernfahrt nach Melbourne und Sydney via Sues aus. Am 13. April 1900 war die Ormuz das erste britische Postschiff, das in den neuen Hafen von Fremantle einlief. Sie blieb bis zum Jahr 1911 auf der Australienroute. Im Jahr darauf wurde sie an die französische Reederei Compagnie de Navigation Sud-Atlantique mit Sitz in Bordeaux verkauft und fortan unter dem Namen Divona auf der Südamerika-Route eingesetzt. Diesen Dienst versah sie zehn Jahre lang. Während des Ersten Weltkriegs wurde sie außerdem als Hospitalschiff genutzt. Am 11. Juni 1922 traf sie zum Abbruch in Savona (Italien) ein.